# 馬介休

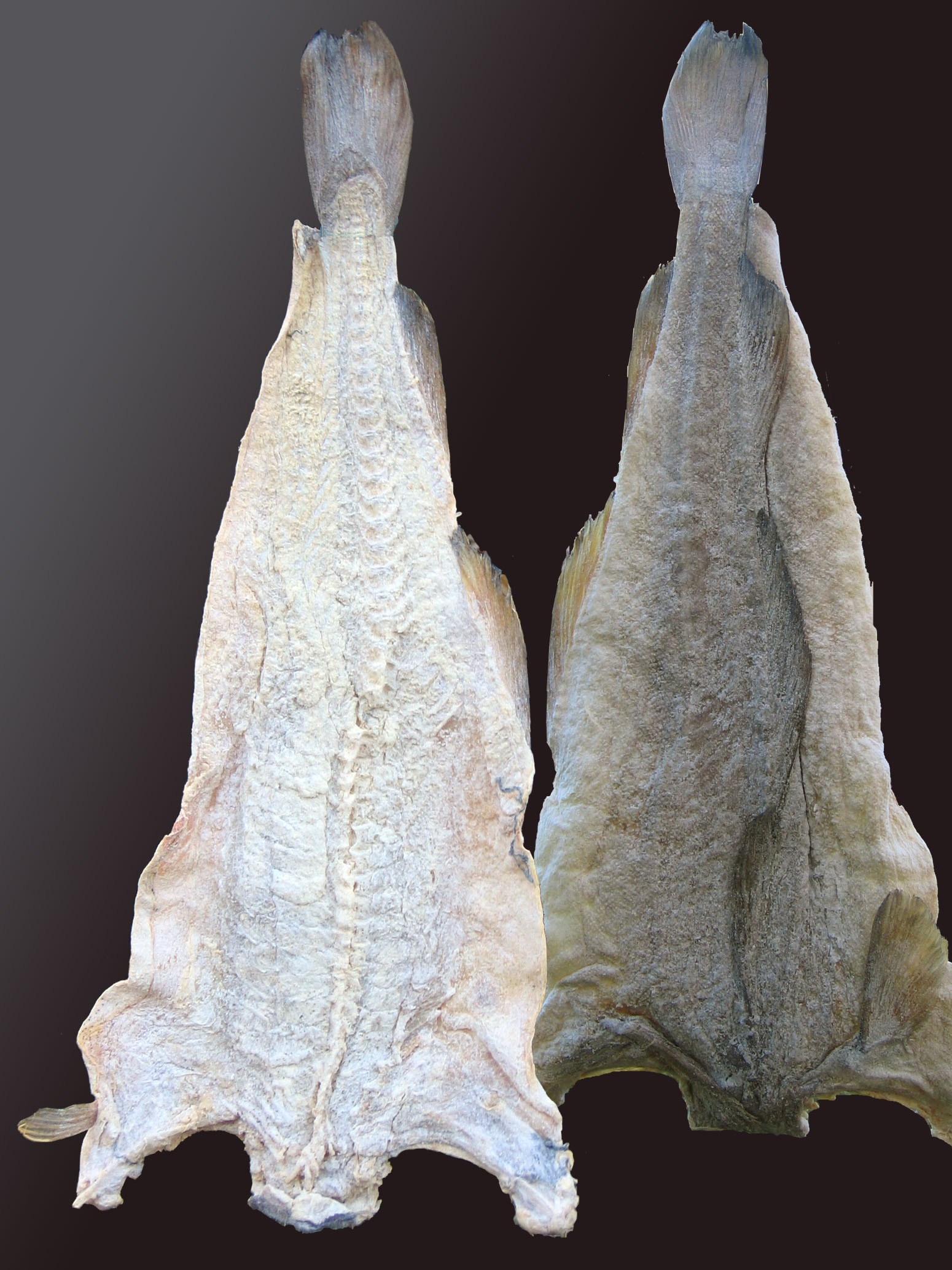
用於製作馬介休的鱈魚干

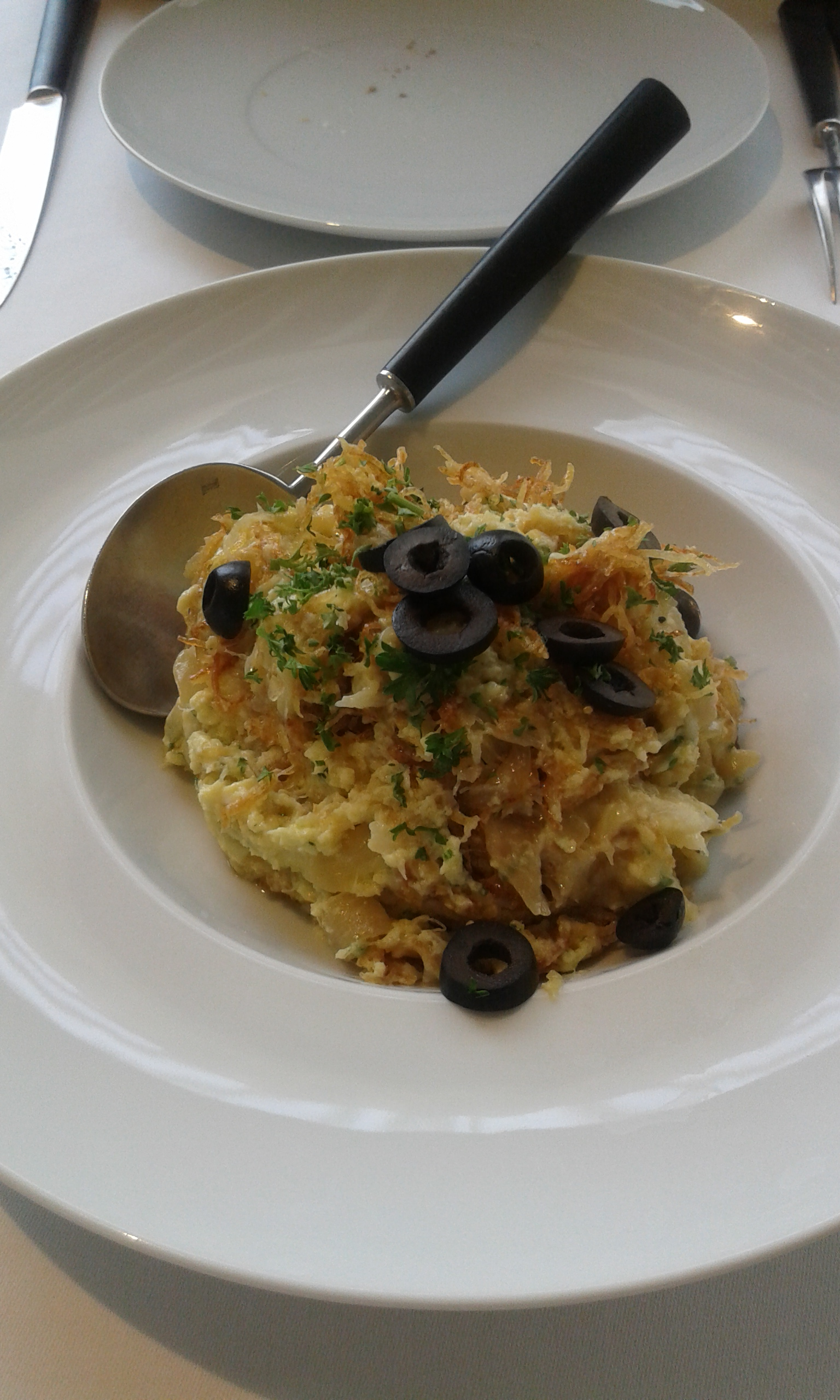
薯絲炒馬介休

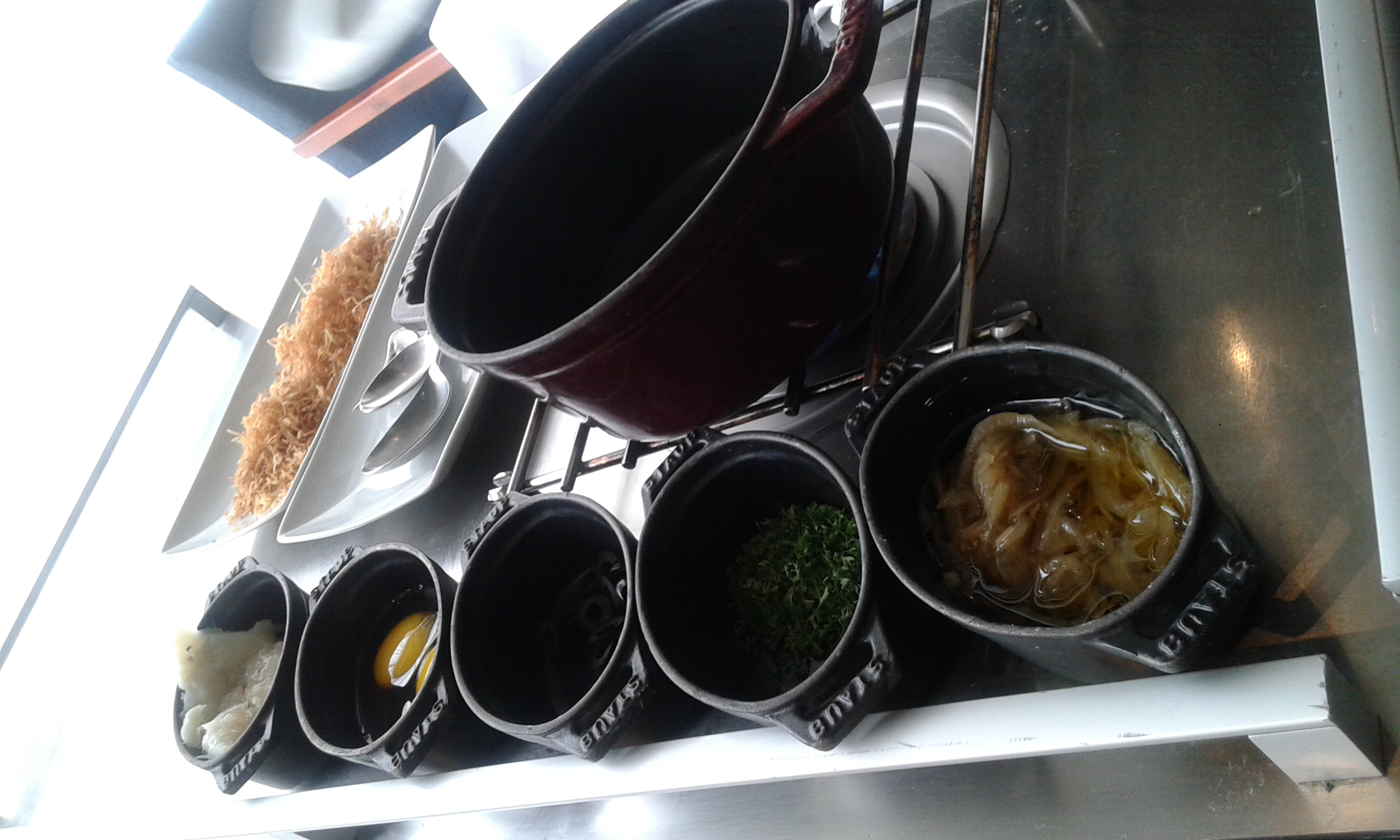
薯絲馬介休 (準備)

鹽漬鱈魚（西班牙語：Bacalao en salazón）又称馬介休（葡萄牙語：Bacalhau），是鱈魚經鹽醃製而成，是葡萄牙菜與澳門葡式美食的主要材料，在地中海地區以、拉丁美洲和挪威都有相同食制。較著名的菜式有西洋焗馬介休、薯絲炒馬介休、炸馬介休球、白烚馬介休、馬介休炒飯等。
為天主教徒而言，馬介休由於是平安夜齋戒的食品，地位崇高。
烹調前須把魚浸在水中24小時，並3次換水，若是嫌麻煩的話也可用泡過水的市售現成馬介休。